# 和平街道 (自贡市)
和平街道，原为和平乡，是中华人民共和国四川省自贡市大安区下辖的一个乡镇级行政单位。2018年撤乡设镇。。区划代码改为510304110。
2019年9月撤镇设街道。以原和平镇所属行政区域为和平街道的行政区域，和平街道办事处驻金胜社区红星巷1号。

## 行政区划
和平街道下辖以下地区：
金胜社区、茴新社区、永田社区、金胜村、茴新村和永田村。